# Burg Niort-de-Sault
Die Burg Niort-de-Sault (französisch Château de Niort-de-Sault, occitanisch Al Castèl) ist die Ruine einer mittelalterlichen Höhenburg im Bergland des Pays de Sault im heutigen Département Aude in der französischen Region Okzitanien. Von der kleinen Gemeinde Niort-de-Sault führt ein etwa ein Kilometer langer Fußweg bis zur Burgruine auf 950 Metern Höhe.

## Geschichte
Bereits in westgotischer Zeit soll hier eine Höhenfestung (castrum) gestanden haben; für das 9. Jahrhundert ist jedenfalls eine Festungsanlage (Burg?) urkundlich belegt, die als Apanage Bera, dem Sohn des Grafen von Razès, zugesprochen wurde, der daraufhin den Titel Baron de Niort annahm. Bernard d’Alion, einer seiner Nachfahren, erhielt im Jahr 1047 die Vizegrafschaft Sault. Durch die Ehe Guillaume d’Alions mit Brandinière de Foix aus der Familie der Grafen von Foix im Jahr 1132 stiegen die Barone von Niort in höchste regionale Adelskreise auf.

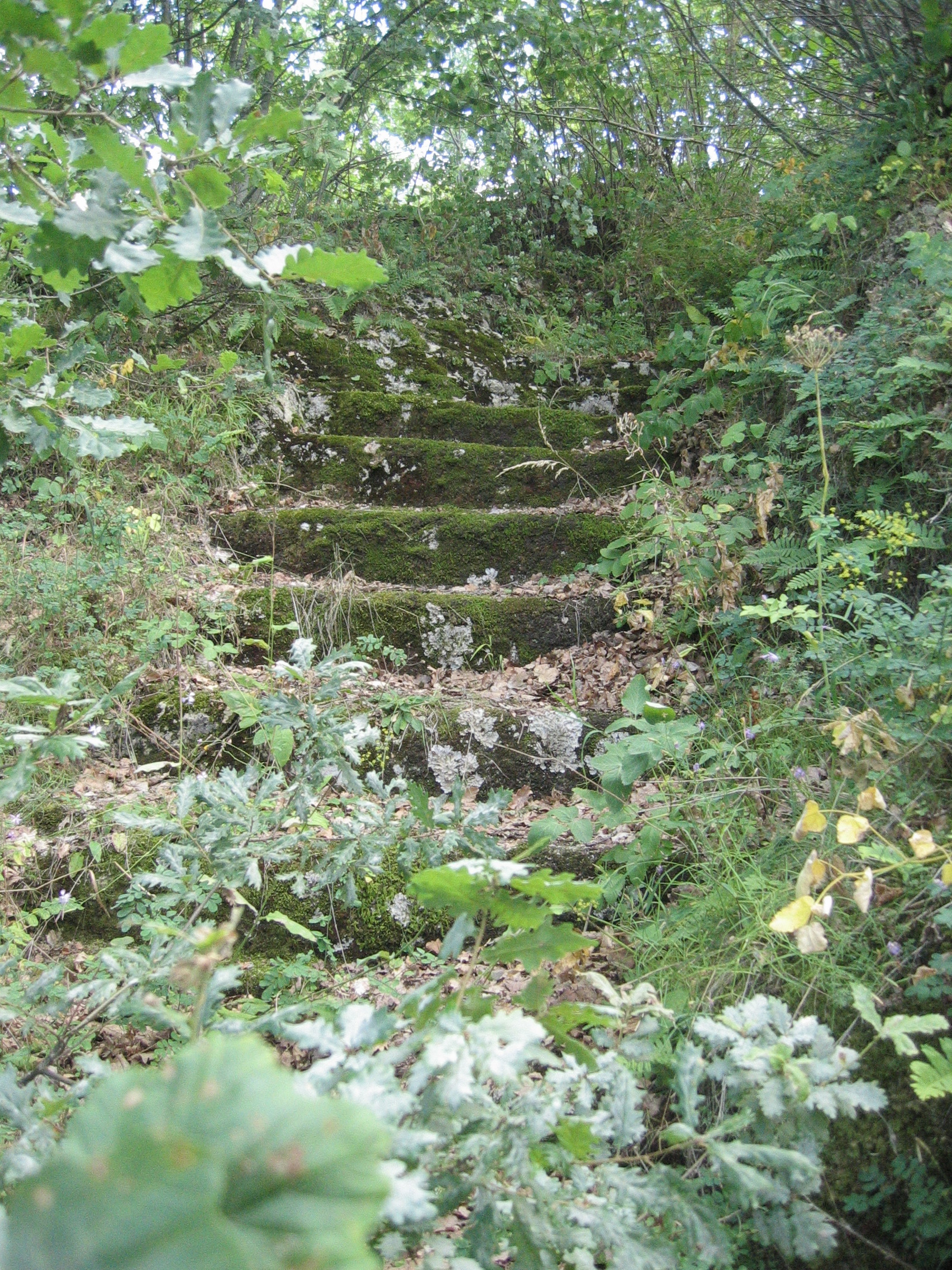
Felsentreppe

Durch die um 1175 erfolgte Eheschließung Guillaume de Niorts (Sohn von Guillaume d’Alion) mit Esclarmonde de Montréal-Laurac, deren Mutter Blanche de Laurac eine Anhängerin des Katharerglaubens war, kam das Haus Niort in engen Kontakt mit führenden Persönlichkeiten der Sekte. Doch blieben Niort und seine Burg aufgrund ihrer abgelegenen Lage inmitten von Bergen, Schluchten und reißenden Bächen während des Albigenserkreuzzugs (1209–1229) unangetastet. Unabhängig davon kämpften die Söhne von Guillaume und Esclarmonde (Géraud de Niort, Bernard-Othon de Niort, Guillaume Bernard und Raymond de Roquefeuille) zeitweise auf Seiten der Kreuzritter und nicht auf Seiten ihrer Glaubensgenossen – so z. B. in der Schlacht bei Muret (1213).
Im Jahre 1240 übergab Géraud de Niort in einer symbolisch gemeinten Geste und als Ausdruck seines guten Willens seinen gesamten Besitz an König Ludwig IX. Üblicherweise hätte der König diesen unverzüglich als Lehen zurückgeben müssen, doch – angesichts der nicht enden wollenden Auseinandersetzungen mit den Katharern, speziell mit dem Haus Niort – konfiszierte er ihn zugunsten der Krone. Daraufhin gab es im Gebiet der Sault einen Aufstand und mit Hilfe seines Onkels, des Königs von Aragon, versuchte Geraud das Gebiet der ehemaligen Vizegrafschaft Sault wieder zurückzugewinnen. Ludwig IX. entsandte im Jahre 1255 Truppen nach Niort, die dem Treiben der Familie und – elf Jahre nach dem Fall von Montségur – auch der Katharerbewegung ein Ende setzten.

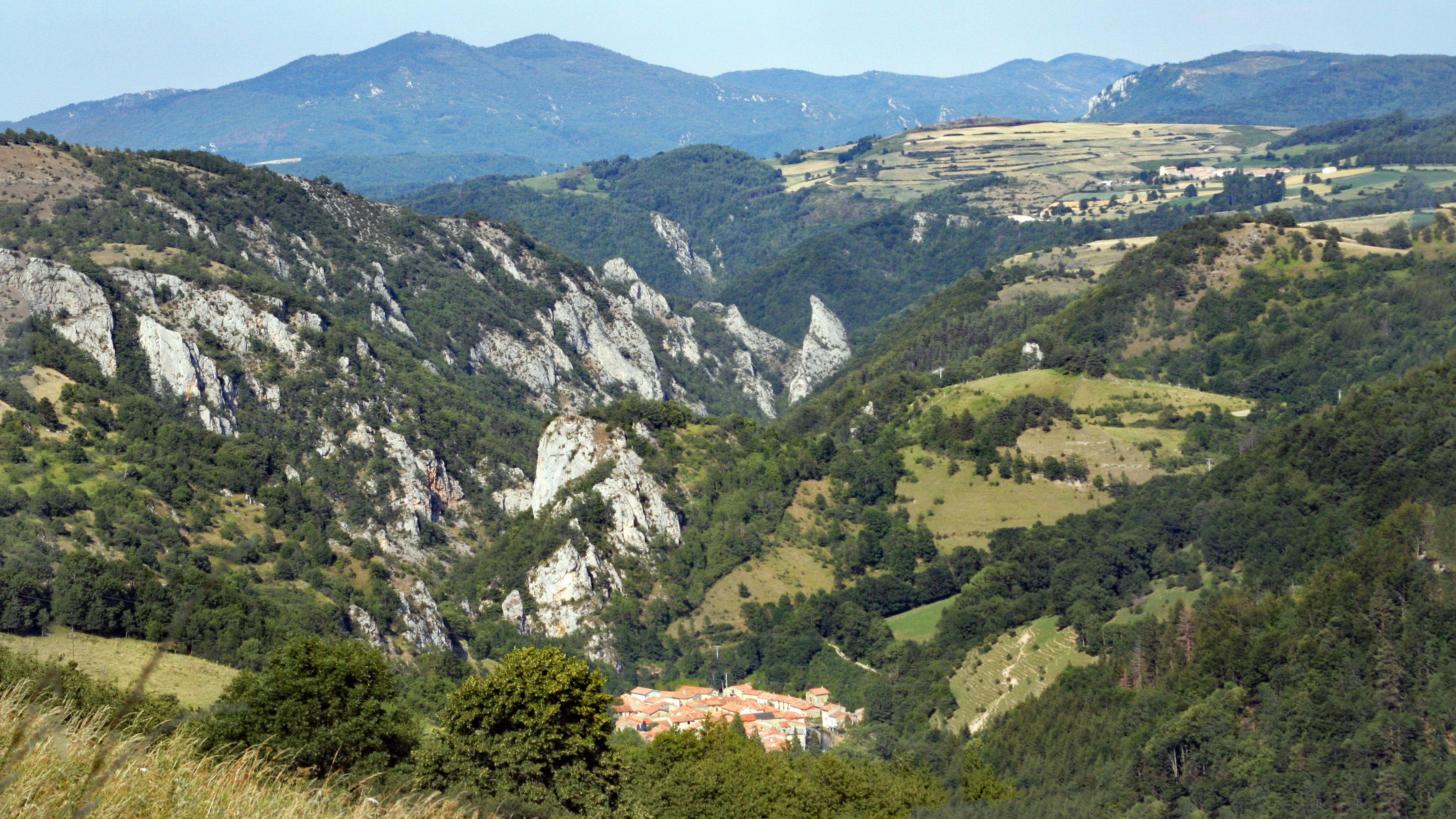
Blick auf Niort

Die Burg von Niort blieb als strategisch wichtige Festung in der Auseinandersetzung Frankreichs mit der Krone von Aragon erhalten und wurde mit königstreuen Truppen besetzt. In der Folgezeit entspannte sich jedoch der langjährige Konflikt mit Aragon; die Burg verfiel allmählich und wurde im Jahre 1573 von den Hugenotten gänzlich zerstört.

## Architektur
Menschenhand und Naturkräfte – die Burgruine ist beinahe gänzlich überwuchert – haben von der einstmals für die Geschichte Okzitaniens so bedeutsamen Burg so gut wie nichts übriggelassen. Eine in den natürlichen Fels hineingehauene Treppe ist noch erkennbar. Im Kellerverlies des ehemaligen Donjons ist eine schlecht erhaltene Ritzzeichnung zu sehen, die als Katharerkreuz gedeutet wird.